# Östergötlands runinskrifter ATA4654/74
Östergötlands runinskrifter ATA4654/74 är ett runstensfragment i Skärkinds socken i Norrköpings kommun. Fragmentet är cirka 0,55 × 0,36 meter till ytan och cirka 0,14 meter tjockt. Materialet är brunaktig grå granit. Över den ena sidans yta löper en runslinga med två kompletta, oskadda runor och delar av ytterligare tre runor. Ristningen bedöms vara vikingatida.
Ög ATA4654/74 finns idag i Skärkinds kyrka, där det i september 2009 förvaras i ett sidorum tillsammans med Östergötlands runinskrifter 174 och Östergötlands runinskrifter 175.

## Translitterering
I translittererad form lyder inskriften på fragmentet:
...-iulu...